# Manège militaire du Black Watch
Le manège militaire du Black Watch est un manège militaire (en) des Forces armées canadiennes situé à Montréal au Québec. Il héberge The Black Watch (Royal Highland Regiment) of Canada, un régiment d'infanterie de la Première réserve de l'Armée canadienne. Il est sis au 2067, rue De Bleury au nord de l'avenue du Président-Kennedy. Le bâtiment construit en 1905 fut désigné comme édifice fédéral du patrimoine en 1994 et comme lieu historique national le 11 avril 2008.

## Reconnaissance patrimoniale
Le manège militaire du Black Watch a été reconnu en tant qu'édifice fédéral du patrimoine le 25 octobre 1994. Le 11 avril 2008, il fut reconnu comme lieu historique national.